# Hanga Ádám
Hanga Ádám (Budapest, 1989. április 12. –) magyar válogatott kosárlabdázó. 2017-ben elnyerte az Euroliga Legjobb védője díjat. 2011-ben a San Antonio Spurs az 59. helyen választotta az NBA-drafton. Ő az első magyar, akit kiválasztottak a drafton, de pályára nem lépett a ligában.

## Pályafutása

### Klubcsapatokban

#### Albacomp
A 200 cm magas, 90 kg testsúlyú játékos az Albacompban tűnt fel, miután a Budapesti Legyőzhetetlen Feketék csapatából szerződött Székesfehérvárra.

#### Első évek Spanyolországban
A 2010–2011-es szezon alatt a spanyol Bàsquet Manresa csapata igen intenzíven érdeklődött Hanga iránt, majd a szezon végeztével, két hetes huzavona után leszerződtette a magyar válogatott reménységét.

#### Saski Baskonia
2013 júliusában négyéves szerződést írt alá a Laboral Kutxa Vitoria csapatával. A 2014-2015-ös idényt kölcsönben az olasz Sidigas Avellino csapatánál töltötte. A következő idényben újra a baszk csapatnál játszott, alapembere volt a bajnokságban és az Euroligában is négy közé jutó együttesnek.
2016 nyarán érdeklődött iránta a Barcelona, végül maradt az időközben Saski Baskonia néven szereplő Laboralnál, ahol csapatkapitánnyá választották.
2016 nyarán a magyar válogatottal 17 év után kvalifikálták magukat a 2017-es Európa-bajnokságra.
Szeptemberben több nagy tekintélyű szakíró, így Jeff Garcia is úgy nyilatkozott, Hangának egyértelműen az NBA-ben a helye. Az idény a Szuperkupa küzdelmeivel kezdődött, a Saski a hazai pályán rendezett négyes döntőben óriási csatában kapott ki 84–80-ra a Gran Canariától az elődöntőben. Csapatával a bajnokságban és az Euroligában is jó teljesítményt nyújtott, október elején a Murcia elleni bajnoki után a mérkőzés MVP-jének választották, a hónap végén pedig beválasztották a bajnokság álomcsapatába. 2017 január 3-án a Baskonia 77–62-re legyőzte a Real Madridot, Hangát pedig a mezőny legjobbjának választották. Február 13-án 87–86-ra győzte le a Allan Roscót is soraiban tudó Obradoirót, Hangát pedig nem csak a mérkőzés, hanem - pályafutása során másodszor - az egész forduló legjobbjának is megválasztották. A szezon végén őt választották az Euroliga legjobb védőjátékosának, és a spanyol bajnokság alapszakaszának álomcsapatába is bekerült.
2017. július 9-én 2020-ig szóló szerződést írt alá a Barcelonával, ám a Baskoniának a spanyol liga szabályai szerint lehetősége volt, úgymond meccselni a katalánok ajánlatát, amit megtettek, így Hanga játékjoga náluk maradt..  Július 23-án 2020 nyaráig meghosszabbította a szerződését, miközben a katalán csapat további ajánlatokat tett érte klubjának. Hosszas tárgyalásokat követően a Barcelona augusztus 22-én hivatalosan is bejelentette, hogy szerződtette a magyar játékost.

#### FC Barcelona és Real Madrid
Szeptember 29-én éppen volt csapata, a Baskonia ellen mutatkozott be a katalán csapatban, a 87–82-re megnyert bajnokin Hanga tizenegy pontot dobott. Hamar beilleszkedett új csapatába, ahol edzője elsősorban védekezésben számított a játékára. Teljesítményéről csapattársa, a horvát Ante Tomić is elismerően nyilatkozott. Az ősz végén a Barcelona teljesítménye visszaesett, az Euroligában sorozatban háromszor, a bajnokságban kétszer veszítettek. A katalán csapat a szezon következő részében is folytatta a gyengébb szereplést, Hanga ekkor karrierje legnehezebb időszakáról beszélt. Januárban a CSZKA Moszkva elleni Euroliga-mérkőzésen bemutatott zsákolását a forduló legszebb jelenetének választották. Február 18-án a CB Gran Canaria csapatát 92–90-re legyőzve megnyerték a Király-kupát.
A bajnokságban az elődöntőig jutottak, ott Hanga volt csapata, a Baskonia ejtette ki a Barcelonát. A szezon végeztével Hangát megműtötték, aminek következtében négy hónapos kihagyásra kényszerült. Október 28-án játszott újra tétmérkőzést; a Joventut Badalona ellen 94–92-re megnyert bajnokin 22 perc alatt hat pontot dobott.
2019. február 17-én a Real Madrid elleni 94-93-as győzelemmel újra megnyerte csapatával a spanyol Király-kupát. A bajnokság döntőjébe is bejutott a Barcelona, de ott a Real Madrid összesítésben jobbnak bizonyult a katalánoknál. 2019 nyarán kettő plusz egy évvel meghosszabbította a szerződését. A 2019-2020-as szezonban a Barcelona bejutott a bajnokság döntőjébe, ott azonban 69–67-es vereséget szenvedett Hanga korábbi csapatától, a Baskoniától.
2021 februárjában a Barcelona a Real Madridot legyőzve megnyerte a Király-kupát, Hanga ezzel harmadszorra lett kupagyőztes Spanyolországban. A szezon végén bajnok lett a Barcelonával, és a katalán csapat bejutott az Euroliga döntőjébe, ott azonban 86−81-re kikapott a török Anadolu Efestől. Hanga az egész mérkőzésen mindössze hét másodpercet lépett pályára, ám így is ő lett a második magyar kosárlabdázó Dávid Kornél után, aki Euroliga-döntőben játszott. A szezon végén bajnoki címet nyert a katalánokkal. 2021. július 16-án hivatalossá vált, hogy négy év után távozik a Barcelonától. Egy hét múlva a rivális Real Madridhoz írt alá kettő plusz egy évre szóló szerződést. A 2022–2023-as szezonban a Real Madrid megnyerte az Euroligát, 11. elsőségét szerezve a sorozatban, Hanga pedig az első magyar kosárlabdázó lett, aki magasba emelhette a legértékesebb európai klubtrófeát.

### A válogatottban
A magyar válogatott tagjaként részt vett a 2017-es Európa-bajnokságon. A 2017 őszén rendezett világbajnoki selejtezőkön klubkötelezettségei miatt nem vett részt. 2022-ben öt év elteltével szerepelt újra a nemzeti csapatban, pályára lépett a világbajnoki selejtezőkön, és két mérkőzésen szerepelt a 2022-es Európa-bajnokságon a magyar válogatottban, majd combsérülés miatt ideje korán ért véget számára a kontinenstorna.
2025. január 22-én bejelentette, hogy nem szerepel többet a magyar válogatott színeiben.

## Magánélete
Hanga Ádám édesanyja magyar, édesapja egyenlítői-guineai származású. Ádám hároméves volt mikor szülei elváltak, édesanyja és annak szülei nevelték fel.

## Pályafutásának statisztikája

### EuroLiga
| Szezon   | Csapat        | JM  | KM  | JP/M | MG%  | 3P%  | BD%  | LP/M | GP/M | L/M | B/M | P/M  | PIR  |
| -------- | ------------- | --- | --- | ---- | ---- | ---- | ---- | ---- | ---- | --- | --- | ---- | ---- |
| 2013–14  | Baskonia      | 15  | 0   | 17,0 | .449 | .286 | .560 | 2,1  | 1,1  | 0,7 | 0,5 | 5,6  | 5,3  |
| 2015–16  | Baskonia      | 27  | 27  | 29,0 | .452 | .279 | .707 | 5,1  | 1,7  | 1,4 | 1,2 | 8,2  | 13,1 |
| 2016–17  | Baskonia      | 33  | 30  | 28,0 | .448 | .336 | .667 | 4,4  | 2,4  | 1,3 | 0,7 | 10,5 | 13,0 |
| 2017–18  | Barça         | 26  | 25  | 24,4 | .452 | .347 | .679 | 3,7  | 2,0  | 0,7 | 0,7 | 8,7  | 9,1  |
| 2018–19  | Barça         | 27  | 13  | 20,5 | .464 | .282 | .745 | 4,0  | 1,9  | 1,1 | 0,3 | 8,8  | 10,6 |
| 2019-20  | Barça         | 28* | 25  | 20,3 | .444 | .276 | .750 | 2,9  | 3,4  | 0,7 | 0,2 | 5,8  | 7,9  |
| 2020–21  | Barça         | 41* | 7   | 15,9 | .421 | .343 | .647 | 2,2  | 1,7  | 0,8 | 0,3 | 4,6  | 4,8  |
| 2021–22  | Real Madrid   | 31  | 26  | 18,8 | .428 | .296 | .773 | 3,1  | 1,7  | 0,6 | 0,4 | 5,8  | 6,6  |
| 2022–23† | Real Madrid   | 27  | 16  | 13,4 | .376 | .362 | .724 | 1,8  | 1,7  | 0,6 | 0,2 | 4,2  | 4,1  |
| 2023–24  | Crvena Zvezda | 26  | 10  | 20,1 | .399 | .333 | .533 | 2,9  | 2,4  | 1,0 | 0,3 | 8,0  | 8,2  |
| Összesen | Összesen      | 281 | 179 | 20,8 | .436 | .318 | .678 | 3,2  | 2,0  | 0,9 | 0,5 | 7,0  | 8,3  |

### EuroCup
| Szezon   | Csapat            | JM | KM | JP/M | MG%  | 3P%  | BD%  | LP/M | GP/M | L/M | B/M | P/M | PIR |
| -------- | ----------------- | -- | -- | ---- | ---- | ---- | ---- | ---- | ---- | --- | --- | --- | --- |
| 2024-25  | Joventut Badalona | 14 | 9  | 20,5 | .519 | .375 | .500 | 2,9  | 2,4  | 1,3 | 0,3 | 6,7 | 8,0 |
| Összesen | Összesen          | 14 | 9  | 20,5 | .519 | .375 | .500 | 2,9  | 2,4  | 1,3 | 0,3 | 6,7 | 8,0 |

### Nemzeti bajnokságok

#### Alapszakasz
| Szezon   | Csapat            | JM       | KM  | JP/M | MG%  | 3P%  | BD%  | LP/M | GP/M | L/M | B/M | P/M  |
| -------- | ----------------- | -------- | --- | ---- | ---- | ---- | ---- | ---- | ---- | --- | --- | ---- |
| 2006–07  | Albacomp          | NB I/A   | 9   | 5,7  | .556 | .600 | .571 | 0,7  | 0,4  | 0,7 | 0,1 | 2,4  |
| 2007–08  | Albacomp          | NB I/A   | 18  | 12,2 | .657 | .150 | .640 | 1,6  | 1,2  | 1,3 | 0,6 | 3,9  |
| 2008–09  | Albacomp          | NB I/A   | 30  | 25,7 | .690 | .348 | .667 | 3,3  | 2,6  | 1,8 | 0,1 | 10,1 |
| 2009–10  | Albacomp          | NB I/A   | 30  | 31,1 | .651 | .358 | .675 | 3,8  | 2,0  | 1,9 | 0,7 | 13,1 |
| 2010–11  | Albacomp          | NB I/A   | 26  | 32,6 | .567 | .390 | .680 | 4,3  | 3,3  | 2,9 | 0,7 | 17,7 |
| 2011–12  | Assignia Manresa  | Liga ACB | 34  | 20,9 | .467 | .268 | .667 | 2,9  | 1,9  | 1,4 | 0,7 | 7,8  |
| 2012–13  | Bàsquet Manresa   | Liga ACB | 32  | 25,6 | .464 | .353 | .703 | 4,5  | 2,3  | 1,3 | 0,8 | 11,7 |
| 2013–14  | Laboral Kutxa     | Liga ACB | 26  | 16,9 | .629 | .333 | .500 | 2,4  | 1,0  | 1,0 | 0,6 | 5,8  |
| 2014–15  | Laboral Kutxa     | Liga ACB | 4   | 12,8 | .800 | .000 | --   | 3,0  | 1,8  | 0,8 | 0,3 | 2,0  |
| 2014–15  | Sidigas Avellino  | Lega A   | 30  | 28,7 | .474 | .265 | .712 | 4,3  | 2,7  | 1,9 | 0,8 | 10,6 |
| 2015–16  | Baskonia          | Liga ACB | 33  | 25,3 | .533 | .304 | .721 | 4,0  | 1,6  | 1,6 | 0,7 | 9,1  |
| 2016–17  | Baskonia          | Liga ACB | 30  | 28,2 | .472 | .325 | .780 | 4,0  | 2,4  | 1,3 | 0,6 | 11,9 |
| 2017–18  | Barcelona Lassa   | Liga ACB | 30  | 21,4 | .487 | .359 | .660 | 3,4  | 1,6  | 1,2 | 0,4 | 8,3  |
| 2018–19  | Barça Lassa       | Liga ACB | 26  | 21,8 | .514 | .393 | .683 | 3,9  | 1,6  | 1,3 | 0,3 | 10,3 |
| 2019–20  | Barça             | Liga ACB | 21  | 21,5 | .466 | .293 | .765 | 4,0  | 3,5  | 0,9 | 0,5 | 7,0  |
| 2020–21  | Barça             | Liga ACB | 41  | 15,7 | .546 | .507 | .702 | 3,2  | 1,9  | 0,7 | 0,4 | 5,5  |
| 2021–22  | Real Madrid       | Liga ACB | 37  | 20,1 | .449 | .359 | .739 | 3,1  | 1,7  | 0,8 | 0,4 | 8,5  |
| 2022–23  | Real Madrid       | Liga ACB | 28  | 14,6 | .482 | .333 | .600 | 1,9  | 1,3  | 0,6 | 0,2 | 5,0  |
| 2023–24  | Crvena Zvezda     | Liga ABA | 20  | 17,3 | .433 | .388 | .593 | 2,2  | 2,6  | 0,9 | 0,1 | 6,3  |
| 2024-25  | Joventut Badalona | Liga ACB | 16  | 22,0 | .385 | .255 | .600 | 3,4  | 2,1  | 0,6 | 0,1 | 5,1  |
| Összesen | Összesen          | Összesen | 521 | 21,0 | .536 | .329 | .666 | 3,2  | 2,0  | 1,2 | 0,5 | 8,1  |

#### Rájátszás
| Szezon   | Csapat         | JM       | KM | JP/M | MG%   | 3P%  | BD%  | LP/M | GP/M | L/M | B/M | P/M  |
| -------- | -------------- | -------- | -- | ---- | ----- | ---- | ---- | ---- | ---- | --- | --- | ---- |
| 2007–08  | Albacomp       | NB I/A   | 10 | 16,7 | .432  | .280 | .580 | 2,4  | 1,9  | 1,3 | 0,6 | 5,4  |
| 2008–09  | Albacomp       | NB I/A   | 4  | 20,0 | .400  | .440 | .750 | 2,5  | 2,8  | 1,8 | 0,3 | 8,8  |
| 2009–10  | Albacomp       | NB I/A   | 5  | 30,4 | .483  | .510 | .650 | 3,0  | 3,0  | 1,8 | 0,2 | 15,4 |
| 2010–11  | Albacomp       | NB I/A   | 13 | 34,5 | .579  | .333 | .610 | 4,5  | 3,5  | 2,5 | 0,8 | 17,5 |
| 2013–14  | Laboral Kutxa  | Liga ACB | 2  | 16,0 | .333  | .000 | .666 | 2,5  | 0,0  | 0,5 | 0,0 | 3,0  |
| 2014–15  | Laboral Kutxa  | Liga ACB | 3  | 15,3 | 1.000 | .000 | --   | 2,3  | 0,3  | 1,0 | 0,0 | 2,6  |
| 2015–16  | Saski Baskonia | Liga ACB | 7  | 32,0 | .510  | .200 | .740 | 6    | 1,1  | 1,0 | 1,1 | 10,9 |
| 2016–17  | Saski Baskonia | Liga ACB | 7  | 27,0 | .724  | .400 | .571 | 4,7  | 2,1  | 1,9 | 0,7 | 11,4 |
| 2017–18  | FC Barcelona   | Liga ACB | 7  | 26,0 | .590  | .067 | .704 | 3,1  | 1,7  | 0,9 | 0,9 | 9,7  |
| 2018–19  | FC Barcelona   | Liga ACB | 9  | 22,0 | .472  | .250 | .800 | 3,8  | 1,3  | 0,6 | 0,9 | 8,6  |
| 2020–21  | FC Barcelona   | Liga ACB | 8  | 15,0 | .444  | .333 | .700 | 2,5  | 1,6  | 0,4 | 0,3 | 3,4  |
| 2021–22  | Real Madrid    | Liga ACB | 9  | 23,0 | .542  | .314 | .765 | 3,4  | 2,6  | 0,4 | 0,6 | 10,9 |
| 2022–23  | Real Madrid    | Liga ACB | 9  | 14,0 | .737  | .400 | .500 | 1,6  | 0,4  | 0,6 | 0,2 | 4,6  |
| Összesen | Összesen       | Összesen | 93 | 22,5 | .557  | .271 | .669 | 3,3  | 1,7  | 1,1 | 0,5 | 8,6  |

## Európai kupákon való részvétel

### Euroliga
- 2013/2014 Laboral Kutxa Vitoria
- 2015/2016 Laboral Kutxa Vitoria Gasteiz- Final Four, 4. hely

### CEBL-kupa
- 2008/2009 Albacomp - kupagyőztes
- 2009/2010 Albacomp

## Sikerei, díjai
- 2008–2009-es CEBL-bajnok az Albacomp csapatával
- 2009-ben válogatott kerettag lett
- 2010-es és 2011-es All-Star MVP
- 2010–2011 Magyar Kupa ezüstérmes
- 2010–2011 Magyar bajnoki ezüstérmes
- A 2011-es NBA-drafton az 59. helyen választotta a San Antonio Spurs
- 2017–2018-as, 2018–2019-es és 2020–2021-es Király-kupa-győztes a Barcelonával
- 2019–2020 spanyol bajnoki ezüstérmes[44]
- 2020–2021-ss Euroliga-döntős a Barcelonával
- 2020–2021-es Spanyol bajnok a Barcelonával[45]
- 2021-es spanyol Szuperkupa-győztes a Real Madriddal[46]
- 2022–2023-as Euroliga-győztes a Real Madriddal

## Klubjai
- 1996–2006:  Budapesti LF KK (utánpótlás)
- 2006–2011:  Albacomp
- 2011–2013:  Básquet Manresa (Assignia Manresa ill. La Bruixa d'Or néven)
- 2013–2017:  Laboral Kutxa Baskonia (Saski Baskonia néven 2016 nyarától)
  - 2014–2015:  Sidigas Avellino (kölcsönben)
- 2017–2021:  Barcelona
- 2021–2023:  Real Madrid
- 2023-2024:  Crvena Zvezda
- 2024-napjainkig:  Joventut Badalona

## Díjai, elismerései
- Az év magyar kosárlabdázója (2011, 2012, 2013, 2016,[47] 2018,[48] 2021,[49] 2023[50])
- Junior Prima díj (2012)
- Magyar Arany Érdemkereszt (2018)[51]